# Zeugma (cité antique)
Pour les articles homonymes, voir Zeugma.
Zeugma est une cité antique située sur l'Euphrate, aujourd'hui en Turquie, près de la frontière syrienne au sud du pays, sur l'antique route de la soie, dans l'ancienne Commagène.

## Histoire

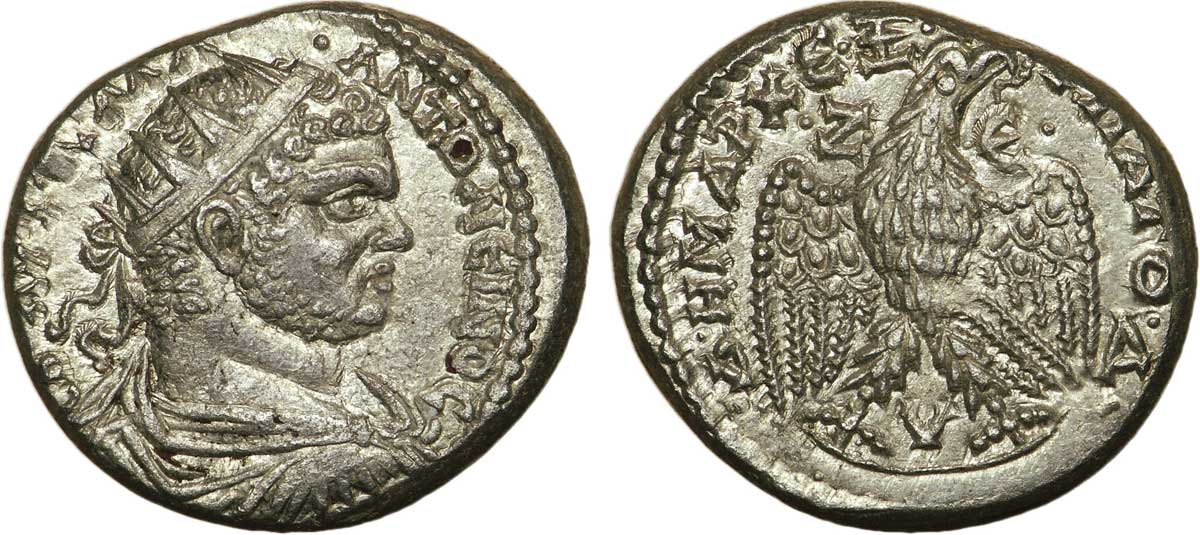
Monnaie frappée dans la cité de Zeugma.

La cité fut fondée vers 300 av. J.-C. sous le nom de Séleucie de l'Euphrate par un général d'Alexandre, Séleucos Ier, fondateur de la dynastie des Séleucides.
C'est à cet endroit que Crassus franchit le fleuve en 53 av. J.-C., peu avant la bataille de Carrhes
En 64 av. J.-C., la ville est reprise aux Parthes par la République romaine, et prend le nom de Zeugma. S'ouvre alors une période de développement et de prospérité due à sa position stratégique de traversée de l'Euphrate sur la route de la soie, entre la Chine et Antioche.
En 256, elle est ravagée par le roi
sassanide Shapur I. Victime ensuite  d'un tremblement de terre, elle ne retrouvera jamais l'éclat de la période romaine.
Le site est abandonné au milieu du XIe siècle.

## Description
Elle est en fait constituée par la réunion de deux cités primitives situées de part et d'autre du fleuve : Apamée (rive droite) et Séleucie de l'Euphrate (rive gauche). Cette configuration et le passage sur l'Euphrate qui constitue une position stratégique importante est à l'origine du nom de la ville, Zeugma signifiant en grec lien, qui supplante le nom d'origine, Séleucie.
Du côté d'Apamée, une large plaine nécessite la construction d'un important rempart de 3 km de pourtour. Séleucie, pour sa part, est située sur des collines remontant à partir du fleuve.
Le site a été proposé en 2012 pour une inscription au patrimoine mondial et figure sur la « liste indicative » de l’UNESCO dans la catégorie patrimoine culturel.

## Fouilles, construction du barrage

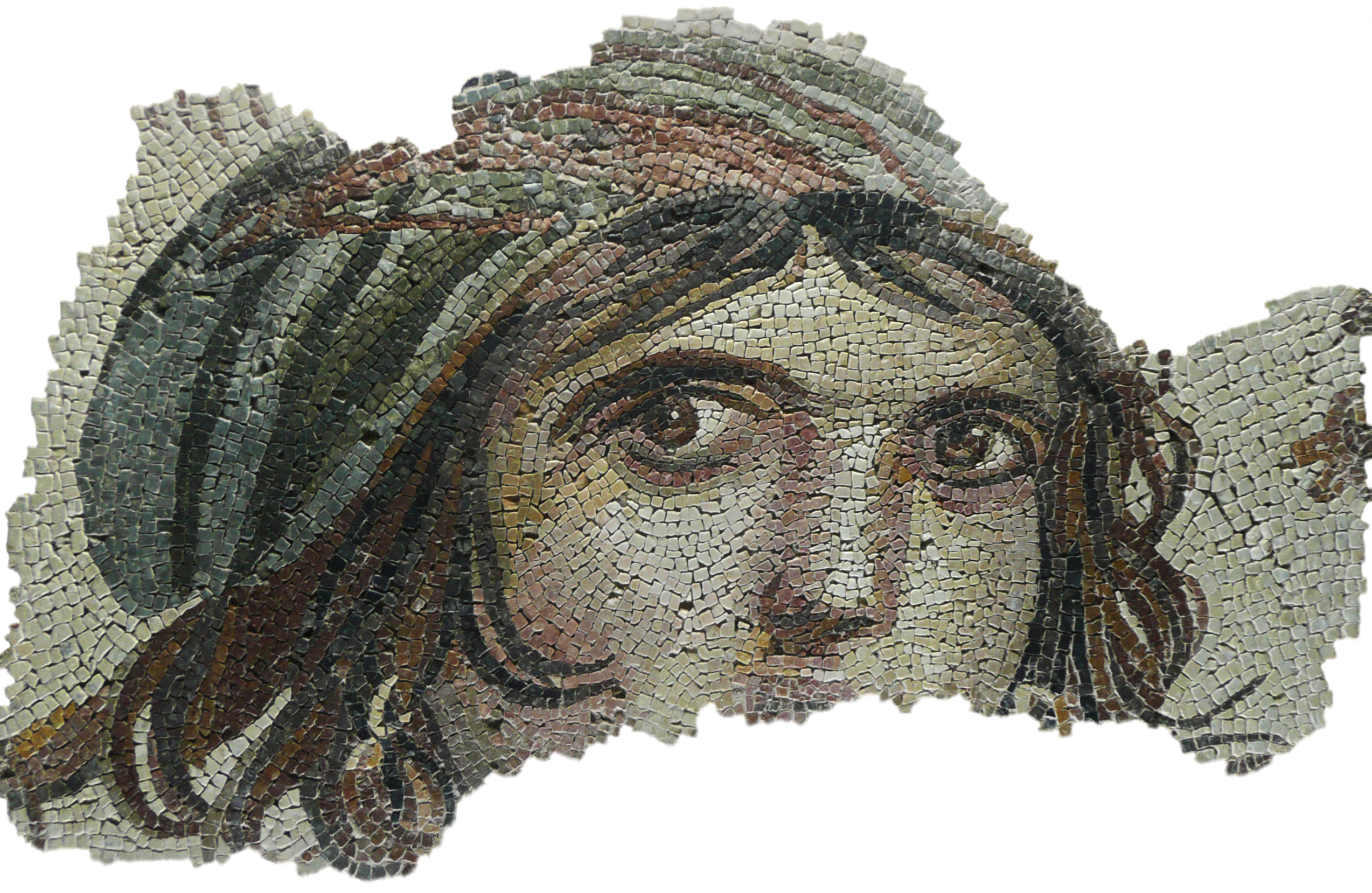
La gitane de Zeugma au musée archéologique de Gaziantep

En 1995 commence la construction de l'important barrage de Birecik sur l'Euphrate, dont le lac de retenue va engloutir la totalité d'Apamée et une bonne part de Séleucie. Des fouilles d'urgence sont entreprises, sous la direction de R. Ergeç (Musée de Gaziantep) et de Catherine Abadie-Reynal (Ministère français des Affaires étrangères), qui permettent de mettre au jour une organisation urbanistique très évoluée, de nombreux bâtiments importants, temples, théâtre, nécropole et grandes demeures patriciennes romaines qui livrent une quantité de peintures murales et de mosaïques d'un intérêt exceptionnel.
La mise en eau du barrage commence en 1999. Les mosaïques, peintures murales et objets découverts sont prélevés et rassemblés dans le musée archéologique de Gaziantep. Un examen du site est mené après la première vidange du réservoir et les archéologues peuvent constater que le site, en dépit des protections, a grandement souffert de l'inondation et est quasiment détruit. 15 % seulement de la surface de l'ancienne Zeugma antique fut fouillée et inspectée par les archéologues.

### Filmographie
- Les Derniers Jours de Zeugma, documentaire de Thierry Ragobert, France/Belgique, 2000, 55 minutes (DVD).